# Lora czarna
Lora czarna (Chalcopsitta atra) – gatunek średniej wielkości ptaka z rodziny papug wschodnich (Psittaculidae). Występuje na zachodnim krańcu Nowej Gwinei oraz na kilku okolicznych wyspach. Nie jest zagrożona wyginięciem.

## Systematyka
Blisko spokrewniona z lorą oliwkową (C. duivenbodei). Sporadycznie takson ten włączano do lory zielonej (C. scintillata).
Obecnie wyróżniane są trzy podgatunki C. atra:
- C. a. bernsteini H. K. B. Rosenberg, 1861 – wyspa Misool (na zachód od Nowej Gwinei)
- lora czarna (C. a. atra) (Scopoli, 1786) – wyspy Batanta i Salawati, zachodnia część półwyspu Ptasia Głowa
- lora czerwonolica[4] (C. a. insignis) Oustalet, 1878 – wyspa Amberpon, wschodnia część półwyspu Ptasia Głowa, półwyspy Onin i Bomberai

Dawniej był wyróżniany podgatunek spectabilis, który był obserwowany tylko raz, na półwyspie Mamberiok. Obecnie uznaje się, że był to mieszaniec podgatunku insignis z nominatywnym podgatunkiem lory zielonej. Podgatunek insignis być może zasługuje na podniesienie do rangi osobnego gatunku.

## Morfologia
Charakterystyka
Nie występuje dymorfizm płciowy, ale podgatunki różnią się od siebie. Ogólnie jest cała czarna z granatowofioletowym połyskiem. Czarne dziób i nogi. W zależności od podgatunku czerwone plamki na piersi, głowie albo wokół oka lub dzioba. Ogon początkowo czerwony, potem żółty. Tęczówka pomarańczowoczerwona. Młode mają białawą skórę wokół oka i nasady żuchwy (u dorosłych jest czarna) oraz brązowe tęczówki.
Podgatunek bernsteini ma czerwonofioletowe kropkowanie na przodzie głowy i nogawkach i ma ciemnoniebieski kuper. Natomiast podgatunek insignis jest tak samo kreskowany, ale czerwonofioletowe kropki występują również na pokrywach podskrzydłowych, a pokrywy podogonowe ma szaroniebieskie.
Wymiary
- długość ciała: 32 cm[6]
  - skrzydło: 16,9–19,3 cm
  - ogon: 11,4–15,1 cm
  - dziób: 2–2,4 cm
  - skok: 2,2–2,6 cm
- masa ciała: 230–260 g[6]

## Ekologia i zachowanie
BiotopPlantacje palm kokosowych, zadrzewienia na sawannach, brzegi wilgotnych tropikalnych lasów oraz rozproszone skupiska eukaliptusów.
ZachowanieZwykle obserwowana w dużych stadach, często żeruje razem z innymi ptakami odżywiającymi się nektarem. Nie zostało to jeszcze do końca zbadane, ale najprawdopodobniej zjada pyłek kwiatowy, nektar, owoce i kwiaty drzew.
LęgiZachowania lęgowe są bardzo słabo poznane. W kwietniu i grudniu były obserwowane samce w trakcie lęgów. W niewoli zniesienie liczy dwa białe, okrągłe jaja o wymiarach 31×25,7 mm. Po 25 dniach inkubacji, wykonywanej przez oboje rodziców, wykluwają się pisklęta. Uzyskują lotność po 74 dniach.

## Hodowla
W ogrodach zoologicznychBardzo rzadko spotykana w ogrodach zoologicznych; przeważnie są to samice. Do lęgów dochodzi rzadko, a często przeżywa tylko jedno młode. Po raz pierwszy trafił do miasteczka Platen (Luksemburg) w roku 1900, był to podgatunek insignis. Po raz pierwszy rozmnożyła się u szkockiego hodowcy w 1909 roku, a w kolejnym roku także otrzymał przychówek. Po raz trzeci zdarzyło się to w Ameryce w 1941 roku w prywatnej hodowli. W ogrodzie zoologicznym w San Diego w 1969 roku rozmnożył się podgatunek nominatywny. Kolejny lęg był zanotowany w ZOO w Lipsku.
Wskazówki dla hodowcówPowinny być trzymane w wolierze wewnętrznej, w zimie w temperaturze powyżej 10 °C. Z powodu ich wodnistych odchodów trzeba często sprzątać. Dobrze jest dać ptakom kuwetę napełnioną wodą, aby mogły się kąpać. Powinny mieć umieszczone w wolierze grube, nieokorowane gałązki, które mogą dziobać i ścierać o nie pazurki. Nie lubi innych ptaków i jest wobec nich agresywna, zwłaszcza w czasie lęgów. Należy je karmić pyłkiem, nektarem, ugotowanym i łuskanym ryżem oraz kawałkami różnych owoców i warzyw. Można im też dawać gałązki z kwiatami. Należy im także regularnie podawać preparaty witaminowe i sole mineralne.

## Status, ochrona
Międzynarodowa Unia Ochrony Przyrody (IUCN) uznaje lorę czarną za gatunek najmniejszej troski (LC – least concern) nieprzerwanie od 1988 roku. Została wpisana do konwencji waszyngtońskiej w Załączniku II. Brakuje szczegółowych informacji na temat liczebności populacji, ale szacuje się ją na więcej niż 50 000 osobników.